# Benjamin Collins Brodie
Benjamin Collins Brodie (Winterslow, 9 de junho de 1783 — Torquay, 21 de outubro de 1862) foi um fisiologista e cirurgião britânico.
Fez pesquisas pioneiras sobre doenças ósseas e articulações.

Brasão de Sir Benjamin Brodie